# Operação módulo
A operação módulo encontra o resto da divisão de um número por outro.
Dados dois números a (o dividendo) e b o divisor, a modulo b (a mod b) é o resto da divisão de a por b. Por exemplo, 7 mod 3 seria 1, enquanto 9 mod 3 seria 0.
| Língua            | Operador | O resultado tem o sinal do |
| ----------------- | -------- | -------------------------- |
| ActionScript      | %        | Indefinido                 |
| Ada               | mod      | Divisor                    |
| Ada               | rem      | Dividendo                  |
| ASP               | Mod      | Indefinido                 |
| C (1989)          | %        | Indefinido                 |
| C (1999)          | %        | Dividendo                  |
| C#                | %        | Dividendo                  |
| ColdFusion        | MOD      | Dividendo                  |
| Common Lisp       | mod      | Divisor                    |
| Dart              | %        | Divisor                    |
| Eiffel            | \\       | Dividendo                  |
| Fortran           | mod      | Dividendo                  |
| Fortran           | modulo   | Divisor                    |
| J                 | \|~      | Divisor                    |
| Java              | %        | Dividendo                  |
| JavaScript        | %        | Dividendo                  |
| MATLAB            | mod      | Divisor                    |
| MATLAB            | rem      | Dividendo                  |
| MySQL             | MOD %    | Dividendo                  |
| Objective Caml    | mod      | Indefinido                 |
| Pascal            | mod      | Dividendo                  |
| Perl              | %        | Indefinido                 |
| PHP               | %        | Dividendo                  |
| PL/I              | mod      | Divisor (ANSI PL/I)        |
| Prolog (ISO 1995) | mod      | Divisor                    |
| Python            | %        | Divisor                    |
| R                 | %%       | Divisor                    |
| RPG               | %REM     | Dividendo                  |
| Ruby              | %        | Divisor                    |
| SenseTalk         | modulo   | Divisor                    |
| SenseTalk         | rem      | Dividendo                  |
| Verilog (2001)    | %        | Dividendo                  |
| VHDL              | mod      | Divisor                    |
| VHDL              | rem      | Dividendo                  |
| Visual Basic      | Mod      | Dividendo                  |